# Nicolaus Copernicus Gesamtausgabe
| Band    | Jahr | Titel |
| ------- | ---- | --- |
| I.      | 1974 | De revolutionibus. Faksimile des Manuskriptes. |
| II.     | 1984 | De revolutionibus libri sex. Kritische Edition. |
| III/1.  | 1998 | Kommentar zu „De revolutionibus“. |
| III/2.  | –    | entfällt |
| III/3.  | 2007 | De Revolutionibus. Die erste deutsche Übersetzung in der Grazer Handschrift. Kritische Edition.                                                              |
| IV.     | 2019 | Opera Minora. Die kleinen mathematisch- naturwissenschaftlichen Schriften. Editionen, Kommentare und deutsche Übersetzungen.                                 |
| V.      | 1999 | Opera Minora. Die humanistischen, ökonomischen und medizinischen Schriften. Texte und [deutsche] Übersetzungen.                                              |
| VI/1.   | 1994 | Documenta Copernicana. Briefe, Texte und [deutsche] Übersetzungen.                                                                                           |
| VI/2.   | 1996 | Documenta Copernicana. Urkunden, Akten und Nachrichten. Texte und [deutsche] Übersetzungen.                                                                  |
| VII.    | –    | entfällt |
| VIII/1. | 2002 | Receptio Copernicana. Texte zur Aufnahme der copernicanischen Theorie.                                                                                       |
| VIII/2. | 2015 | Receptio Copernicana. Texte zur Aufnahme der copernicanischen Theorie. Kommentare und deutsche Übersetzungen.                                                |
| IX.     | 2004 | Biographia Copernicana. Die Copernicus-Biographien des 16. bis 18. Jahrhunderts. Texte und [deutsche] Übersetzungen. Katalog der frühen Copernicus-Porträts. |

In der Nicolaus Copernicus Gesamtausgabe wurden seit 1974 das Hauptwerk und die nachgelassenen Schriften von Nikolaus Kopernikus (von denen es lateinische und deutsche gibt) textkritisch und kommentiert herausgegeben. Allen lateinischen Texten sind deutsche Übersetzungen beigegeben. Ergänzt werden die kopernikanischen Schriften durch die Edition der Texte zur Aufnahme der kopernikanischen Theorie im 16. und frühen 17. Jahrhundert sowie die Edition aller frühen Kopernikus-Biographien vom 16. bis 18. Jahrhundert und einen Katalog der frühen Kopernikus-Porträts.
Die ersten beiden Bände der Gesamtausgabe erschienen im Gerstenberg Verlag. Die Bände von 1994 bis 2007 erschienen im Akademie Verlag in Berlin. Die letzten beiden Bände erschienen 2015 und 2019 bei de Gruyter Oldenbourg. Mit dem Erscheinen von Band IV im Jahre 2019 ist die Nicolaus Copernicus Gesamtausgabe abgeschlossen.

## Editionsgeschichte
→ Zur Editionsgeschichte des Hauptwerkes siehe De revolutionibus orbium coelestium

### Vorgänger-Ausgaben im 19. Jahrhundert
Das Hauptwerk von Nikolaus Kopernikus wurde im Jahr 1822 vom Index librorum prohibitorum der katholischen Kirche gestrichen (vgl. Abschnitt Rezeption zum Hauptwerk). In dieser Zeit bekam das nationalstaatliche Denken in Europa ein immer größeres Gewicht. Dies führte u. a. zu einem verstärkten Interesse am gesamten Werk und der Biographie des Astronomen. Die erste kritische Ausgabe seines (damals bekannten) Gesamtwerks mit polnischen Übersetzungen besorgte im Jahr 1854 Jan Baranowski in Warschau. Anlässlich des 400. Geburtstags von Kopernikus im Jahr 1873 haben u. a. Franz Hipler (Spicilegium Copernicanum), Maximilian Curtze sowie der ebenso wie Kopernikus in Thorn geborene Leopold Friedrich Prowe umfangreiche Dokumentationen, Text- und Urkundeneditionen sowie eine Biographie erarbeitet und herausgegeben.

### Die Münchner „Nikolaus Kopernikus Gesamtausgabe“
In der Vorbereitung auf den 400. Todestag von Kopernikus im Jahr 1943 wurde von deutschen Kopernikus-Forschern, die sich 1941 in der „Kopernikus-Kommission“ zusammengeschlossen hatten, der Plan zu einer kritischen Gesamtausgabe gefasst. Von ihr sind in den Jahren 1944 und 1949 nur zwei Bände erschienen, unter dem Titel Nikolaus Kopernikus Gesamtausgabe. An dieser Ausgabe waren Fritz Kubach als Herausgeber, Max Caspar als Vorsitzender der Kopernikus-Kommission sowie Franz Zeller und Karl Zeller als Bearbeiter beteiligt. Nachdem diese sogenannte Münchner Ausgabe nicht fortgeführt worden war, entwickelte der polnische Kopernikus-Forscher Aleksander Birkenmajer Mitte der 1950er Jahre den Plan zu einer umfassenden polnischen Ausgabe, deren erster Band 1973 erschien.

### Neue deutsche Gesamtausgabe
Der weltweit durch wissenschaftliche Tagungen und viele Publikationen gewürdigte 500. Geburtstag von Nikolaus Kopernikus am 19. Februar 1973 wurde zum Anlass einer neuen deutschen Kopernikus-Gesamtausgabe (für die man sich auf die Namensschreibweise Nicolaus Copernicus festlegte). Auf Veranlassung von Bernhard Sticker und anderen deutschen Wissenschaftshistorikern wurde Heribert Maria Nobis von Walther Gerlach beauftragt, diese Ausgabe mit Unterstützung der Deutschen Forschungsgemeinschaft zu planen und herauszugeben. 1971 wurde unter dem Vorsitz von Matthias Schramm eine Copernicus-Kommission zur Betreuung der neuen Gesamtausgabe gegründet, die Heribert Maria Nobis als ständigen Sekretär berief. Neben neuen Materialsammlungen dienten die Vorstudien und Nachlässe der an der Münchner Ausgabe beteiligten Mitarbeiter als Grundstock der Arbeiten. Aufgrund der inzwischen in Polen von Ryszard Gansiniec veröffentlichten Kopernikus-Texte und -Kommentare entwickelte sich eine Zusammenarbeit, die noch im selben Jahr zu einer schriftlichen Vereinbarung mit dem Leiter der polnischen Copernicus-Forschungsstelle, Paweł Czartoryski, führte. Bei der Planung der neuen deutschen Gesamtausgabe ging man davon aus, beim zweiten Band den kritischen Text des Hauptwerkes übernehmen zu können, der in Polen von Juliusz Domański und Jerzy Dobrzycki erarbeitet worden war. Dies kam jedoch nicht zustande. Zunächst wurde der Austausch aller relevanten wissenschaftlichen Informationen vereinbart. Mit Billigung der polnischen Herausgeber wurde schließlich die textkritische Edition des Hauptwerkes unter Berücksichtigung des Textes der polnischen Ausgabe für die deutsche Ausgabe neu bearbeitet.
Die deutsche Ausgabe unterscheidet sich von der durch die Polnische Akademie der Wissenschaften herausgegebenen vierbändigen Ausgabe vor allem durch ihre Vollständigkeit. In der Nicolaus Copernicus Gesamtausgabe sind alle überlieferten Werke, Briefe
und Aufzeichnungen von Kopernikus enthalten, auch dann, wenn seine Urheberschaft – was besonders einige Bucheintragungen betrifft – umstritten ist.
Die für diese zweite Münchner Gesamtausgabe verantwortliche, von Heribert M. Nobis geleitete Copernicus-Forschungsstelle befand sich seit 1989 am Institut für Geschichte der Naturwissenschaften der Universität München.

## Mitarbeiter
| Mitarbeiter              | als Herausgeber von Band                            | als Bearbeiter von Band              | als Mitarbeiter etc. am Band |  |
| ------------------------ | --------------------------------------------------- | ------------------------------------ | ---------------------------- |  |
| Friederike Boockmann     |                                                     |                                      | VI/1                         |  |
| Jan Dorociński           |                                                     |                                      | I                            |  |
| Menso Folkerts           | III/1, III/3, IV, V, VI/1, VI/2, VIII/1, VIII/2, IX | IV                                   | VIII/1                       |  |
| Jürgen Hamel             |                                                     | III/3                                |                              |  |
| Stefan Kirschner         | III/3, IV, VIII/1, VIII/2, IX                       | IV, V, VI/2, VIII/2, IX              | VI/1                         |  |
| Fritz Krafft             |                                                     |                                      | II, IV, VIII/1               |  |
| Andreas Kühne            | III/3, IV, VIII/1, VIII/2, IX                       | III/3, IV, V, VI/1, VI/2, VIII/2, IX |                              |  |
| Uwe Lück                 |                                                     |                                      | III/3, IV                    |  |
| Gudula Metze             |                                                     |                                      | IX                           |  |
| Heribert Maria Nobis     | I, II, III/1, III/3, V, VI/1, VI/2, VIII/1, IX      | I, II, VIII/1                        | VI/1                         |  |
| Anna Maria Pastori-Nobis |                                                     | VIII/1                               |                              |  |
| Felix Schmeidler         |                                                     | III/1, VIII/2                        | VIII/1                       |  |
| Bernhard Sticker         |                                                     | II                                   |                              |  |
| Jerzy Zathey             |                                                     |                                      | I                            |  |

## Bibliographische Angaben zu den einzelnen Bänden
- Band I: Heribert M. Nobis (Hrsg.): De revolutionibus. Faksimile des Manuskriptes. Verlag Dr. H. A. Gerstenberg, Hildesheim 1974, ISBN 3-8067-0331-0.
- Band II: De revolutionibus libri sex. [Kritische Edition] besorgt von Heribert Maria Nobis und Bernhard Sticker. Gerstenberg Verlag, Hildesheim 1984, ISBN 3-8067-0332-9.
- Band III:
  - Band III/1: Franz Schmeidler: Kommentar zu „De revolutionibus“. Akademie Verlag, Berlin 1998, ISBN 978-3-05-003123-1 (Vorschau einer elektronischen Reproduktion in der Google-Buchsuche).
  - Band III/3: De Revolutionibus. Die erste deutsche Übersetzung in der Grazer Handschrift [durch Nikolaus Reimers, 1586/87]. Kritische Edition. Bearbeitet von Andreas Kühne und Jürgen Hamel unter Mitarbeit von Uwe Lück. Akademie Verlag, Berlin 2007, ISBN 978-3-05-004355-5 (Inhaltsverzeichnis beim GBV, eingeschränkte Vorschau in der Google-Buchsuche).
- Band IV: Opera Minora. Die kleinen mathematisch-naturwissenschaftlichen Schriften. Editionen, Kommentare und deutsche Übersetzungen. Bearbeitet von Menso Folkerts, Stefan Kirschner und Andreas Kühne unter Mitarbeit von Uwe Lück. Übersetzung des Commentariolus und des Wapowski-Briefes von Fritz Krafft. De Gruyter Oldenbourg, Berlin/München/Boston 2019, ISBN 978-3-11-065432-5.
- Band V: Opera Minora. Die humanistischen, ökonomischen und medizinischen Schriften. Texte und Übersetzungen. Bearbeitet von Stefan Kirschner und Andreas Kühne. Akademie Verlag, Berlin 1999, ISBN 978-3-05-003498-0 (eingeschränkte Vorschau in der Google-Buchsuche).
- Band VI:
  - Band VI/1: Documenta Copernicana. Briefe, Texte und Übersetzungen. Bearbeitet von Andreas Kühne unter Mitarbeit von Friederike Boockmann und Stefan Kirschner und Verwendung der Vorarbeiten von Heribert Maria Nobis. Akademie Verlag, Berlin 1994, ISBN 978-3-05-002594-0 (eingeschränkte Vorschau in der Google-Buchsuche).
  - Band VI/2: Documenta Copernicana. Urkunden, Akten und Nachrichten. Texte und Übersetzungen. Bearbeitet von Andreas Kühne unter Mitarbeit von Stefan Kirschner. Akademie Verlag, Berlin 1996, ISBN 978-3-05-003009-8.
- Band VIII:
  - Band VIII/1: Receptio Copernicana. Texte zur Aufnahme der Copernicanischen Theorie [u. a. die Narratio prima von Georg Joachim Rheticus]. Besorgt von Heribert Maria Nobis und Anna Maria Pastori unter Mitarbeit von Menso Folkerts und Felix Schmeidler. Akademie Verlag, Berlin 2002, ISBN 3-05-003433-5 (Inhaltsverzeichnis beim GBV, eingeschränkte Vorschau in der Google-Buchsuche).
  - Band VIII/2: Receptio Copernicana. Texte zur Aufnahme der Copernicanischen Theorie. Kommentare und deutsche Übersetzungen. Bearbeitet von Stefan Kirschner, Andreas Kühne und Felix Schmeidler (†). De Gruyter Oldenbourg, München 2015, ISBN 978-3-05-004659-4 (eingeschränkte Vorschau in der Google-Buchsuche).
- Band IX: Biographia Copernicana. Die Copernicus-Biographien des 16. bis 18. Jahrhunderts. Texte und Übersetzungen. Bearbeitet von Andreas Kühne und Stefan Kirschner. Mit einem Katalog der frühen Copernicus-Porträts von Gudula Metze. Akademie Verlag, Berlin 2004, ISBN 3-05-003848-9 (Inhaltsverzeichnis beim GBV).

## Weitere Ausgaben der Werke von Nikolaus Kopernikus

Titelblatt der Warschauer Ausgabe 1854

Jan Baranowski (Hrsg.), Warschau 1854.

- Nicolai Copernici Torunensis De revolutionibus orbium coelestium libri sex. Accedit G. Joachimi Rhetici Narratio prima, cum Copernici nonnullis scriptis minoribus nunc primum collectis, ejusque vita. Typis Stanislai Strabski, Varsaviae 1854. (poln. Paralleltitel: Mikołaja Kopernika Toruńczyka O obrotach ciał niebieskich ksiąg sześć).

Fritz Kubach (Hrsg.): Nikolaus Kopernikus Gesamtausgabe. Oldenbourg, München [u. a.]
- Band I. 1944: Opus de revolutionibus caelestibus, manu propria. Faksimile-Wiedergabe
- Band II. 1949: De revolutionibus orbium caelestium libri 6. Textkritische Ausgabe. Hrsg. von Franciscus Zeller, Carolus Zeller
- damit abgebrochen

Nicolai Copernici Opera Omnia. Officina Publica Libris Scientificias Edendis, Varsaviae
- Band I. 1973: De revolutionibus, codicis propria auctoris manu scripti imago phototypa.
- Band II. 1975: Nicolai Copernici De revolutionibus libri sex. Hrsg. von Ryszard Gansiniec
- Band III. 2007: Pisma pomniejsze. [Kleinere Schriften] Hrsg. von Andrzej Wyczański
- Band IV. 1992: The manuscripts of Nicolas Copernicus’ minor works. Hrsg. von Pawel Czartoryski